# 中須賀諭
中須賀 諭（なかすか さとし、1977年6月22日 - ）は、元社会人野球選手（投手、右投げ右打ち）。JR東海所属。175cm、75kg。背番号44。

## 人物・来歴
- 愛媛県出身。西条高卒業後、亜大に進学。亜大では大学選手権の出場経験を持つ。コントロール重視の技巧派投手として注目されるも、スピードボールを持たないことから他の投手にスカウトの目が向きがちになり、プロ入りならず。東都大学リーグ通算44試合登板、10勝9敗、防御率1.87、106奪三振。3年生秋のリーグでは、防御率1位の活躍で優勝に貢献し、最高殊勲選手と最優秀投手に選ばれた。同期に佐藤宏志、松本奉文がいた。
- 2000年にJTに入社。当時金属バット使用の社会人野球において初年度は苦しむものの、翌年の第72回都市対抗野球大会では1回戦で3回途中からのロングリリーフ、準々決勝では敗戦投手にこそなったものの日本通運の武田久（現北海道日本ハムファイターズ）と投げ合いを演じ、大会優秀選手に選出された。
- その後も先発の一角を担い、チームに貢献していたが休部に伴って2003年オフに広島市を本拠地にするJR西日本に移籍。2004年からJR西日本のエースとして活躍したが、休部に伴いJR東海に移籍。
- 現役引退後はJR東海にてコーチを務めている。

## 球歴
西条高（1993年 - 1995年）→亜細亜大学（1996年 - 1999年）→JT（2000年 - 2003年）→JR西日本（2004年 - 2005年）→JR東海（2005年 - 2011年）

## 日本代表キャリア
なし

## 主な表彰・タイトル
- 第72回都市対抗野球大会優秀選手（投手）（2001年）